# Paragalago
Paragalago is een geslacht van zoogdieren uit de familie van de Galago's (Galagidae). De wetenschappelijke naam van het geslacht werd in 2017 gepubliceerd door Masters et al.

## Taxonomie
Dit geslacht bestaat uit de volgende 5 soorten:
- Geslacht: Paragalago (5 soorten)
  - Soort: Paragalago cocos
  - Soort: Paragalago granti – Grants galago
  - Soort: Paragalago orinus – Berggalago
  - Soort: Paragalago rondoensis – Rondogalago
  -  Soort: Paragalago zanzibaricus – Zanzibargalago

De soorten uit het geslacht werden tot 2017 tot het geslacht Galagoides gerekend, maar werden toen afgesplitst vanwege sterke genetische verschillen met de soorten uit dat geslacht, het bleek nauwer verwant aan het geslacht Galago.